# Таджикски език
Таджикският език (Тоҷикӣ) е ирански език, говорен от около 8 400 000 души в Таджикистан, Узбекистан и други държави в Средна Азия.
Таджиките говорят на диалекти на персийски език, създавайки диалектически континуум в Узбекистан, Таджикистан, Афганистан, Иран. Самият термин „таджикски език“ е неологизъм, въведен в през 1920-те години като част от болшевишката политика за „национално-териториално обособяване на народите в Средна Азия“ и създаването на „съветския народ“, част от който трябва да са таджиките с техен език „таджикистански“. Във връзка с това само таджиките от Таджикистан и Узбекистан приемат термина „таджикски език“ (забон-и тоджики) за означаване на своя език, а таджиките в съседен Афганистан продължават да наричат езика си „дари“ или „персийски“. Въпреки това говорещите персийски диалекти в Иран, Афганистан, Узбекистан и Таджикистан се разбират един друг напълно.
Стандартният таджикски език използва кирилицата, а дари и персийският език използват арабско-персийската азбука. В последно време се наблюдава процес на сближаване на 3-те стандартни персийски езика в Иран, Афганистан и Таджикистан (в Узбекистан персийският език няма статут на официален език). В Таджикистан има много привърженици на тази идея и наричат официалния език в страната „форсӣ“ (персийски), вместо „тоҷикӣ“ (таджикски), искайки връщане на арабско-персийската азбука.

## История
Таджикският език се е отдалечил от стандартния персийски поради политическите разделения и силното влияние на узбекския и руския език. Литературната му норма е създадена въз основа на самаркандския персийски, който е повлиян от съседните тюркски езици. Поради изолираното си положение във високопланинските райони таджикският език е запазил някои старинни елементи в речниковия състав, произношението и граматиката, които са се изгубили в останалия персийскоговорещ свят.

## Граматика
Словоредът, както и в персийския, е подлог-допълнение-сказуемо.
Съществителните нямат род. Родът се определя или чрез различни думи, например мурғ (кокошка) и хурус (петел), или чрез окончания за пол: нар за мъжки и мода за женски пол, например хари нар (магаре) и хари мода (магарица).
Множественото число се образува с окончанията -ҳо или -он, макар че арабските заемки обикновено следват правилата на арабския език. Определителен член няма, но неопределителният член се изразява с числителното як (един) и окончанието -е. Прякото допълнение има окончание '-ро', например Рустамро задам (Ударих Рустам).

## Речник
Таджикският е запазил много старинни думи, които не се употребяват в съвременния персийски, например арзиз (калай), фарбеҳ (дебел). Повечето съвременни понятия са взети от руския. Създават се и нови думи за нови понятия, които обаче се различават от персийските, например гармкунак (радиатор), чангкашак (прахосмукачка).
В следната таблица са съпоставени няколко индоевропейски езика и таджикски. Персийски означава книжовната форма в Иран, която донякъде се различава от формата дари в Афганистан. Друг ирански език, пущунски, е даден за сравнение.
| таджикски   | моҳ     | нав     | модар   | хоҳар     | шаб    | бинӣ   | се    | сиёҳ        | сурх        | зард           | бз           | гург              |
| ----------- | ------- | ------- | ------- | --------- | ------ | ------ | ----- | ----------- | ----------- | -------------- | ------------ | ----------------- |
| персийски   | māh     | no      | mādar   | khāhar    | shab   | binī   | se    | siyāh       | sorkh       | zard           | sabz         | gorg              |
| пущунски    | myāsht  | nəvay   | mōr     | khōr      | shpa   | pōza   | dre   | tōr         | sur         | zhaṛ           | shin         | lewa              |
| английски   | month   | new     | mother  | sister    | night  | nose   | three | black       | red         | yellow         | green        | wolf              |
| немски      | Monat   | neu     | Mutter  | Schwester | Nacht  | Nase   | drei  | schwarz     | rot         | gelb           | grün         | Wolf              |
| ирландски   | mhí     | nua     | máthair | deirfiúr  | oiche  | srón   | trí   | dubh        | dearg       | buí            | glas         | mac tíre, faolchú |
| уелски      | mis     | newydd  | mam     | chwaer    | nos    | trwyn  | tri   | du (/di/)   | coch, rhudd | melyn          | gwyrdd, glas | blaidd            |
| латински    | mēnsis  | novus   | māter   | soror     | nox    | nasus  | trēs  | āter, niger | ruber       | flāvus, gilvus | viridis      | lupus             |
| италиански  | mese    | nuovo   | madre   | sorella   | notte  | naso   | tre   | nero        | rosso       | giallo         | verde        | lupo              |
| португалски | mês     | novo    | mãe     | irmã      | noite  | nariz  | três  | negro       | vermelho    | amarelo        | verde        | lobo              |
| испански    | mes     | nuevo   | madre   | hermana   | noche  | nariz  | tres  | negro       | rojo        | amarillo       | verde        | lobo              |
| румънски    | luna    | nou/noi | mamă    | soră      | noapte | nas    | trei  | negru       | roşu        | galben         | verde        | lup               |
| латвийски   | mēnesis | jauns   | māte    | māsa      | nakts  | deguns | trīs  | melns       | sarkans     | dzeltens       | zaļš         | vilks             |
| литовски    | mėnuo   | naujas  | motina  | sesuo     | naktis | nosis  | trys  | juoda       | raudona     | geltona        | žalias       | vilkas            |
| полски      | miesiąc | nowy    | matka   | siostra   | noc    | nos    | trzy  | czarny      | czerwony    | żółty          | zielony      | wilk              |
| чешки       | měsíc   | nový    | matka   | sestra    | noc    | nos    | tři   | černý       | červený     | zlutý          | zelený       | vlk               |
| български   | месец   | нов     | майка   | сестра    | нощ    | нос    | три   | черен       | червен      | жълт           | зелен        | вълк              |
| руски       | месяц   | новый   | мать    | сестра    | ночь   | нос    | три   | чёрный      | красный     | жёлтый         | зелёный      | волк              |